# Scutomyia
Scutomyia is een muggengeslacht uit de familie van de steekmuggen (Culicidae).

## Soorten
- S. albolineata Theobald, 1904
- S. arboricola (Knight & Rozeboom, 1946)
- S. bambusicola Knight & Rozeboom, 1946
- S. boharti (Knight & Rozeboom, 1946)
- S. hoogstraali (Knight & Rozeboom, 1946)
- S. impatibilis (Walker, 1860)
- S. laffooni (Knight & Rozeboom, 1946)
- S. platylepida (Knight & Hull, 1951)
- S. pseudalbolineata (Brug, 1939)